# 草野仁
草野 仁（くさの ひとし、1944年2月24日 - ）は、日本のニュースキャスター、総合司会者、元NHKアナウンサー。
『世界・ふしぎ発見!』の司会など、多方面で活動している。

## 略歴・人物
1944年、満洲国新京（現：中国吉林省長春）に生まれる。父は数学者で長崎大学名誉教授の草野萬三郎、母は音楽教師。2歳の時に引き揚げ、長崎県島原市で育つ。10歳以上年の離れた兄2人と8歳年上の姉を持つ末っ子。島原市立島原第一中学校卒業後、長崎県立島原高等学校に進学。その後、長崎県立長崎西高等学校への転校、一浪を経て東京大学文学部社会学科を首席で卒業。卒業論文のテーマは「戦後沖縄における対米感の推移」。
1967年、NHKに入局。報道記者志望だったにもかかわらず、アナウンサーで採用された。鹿児島、福岡、大阪、東京アナウンス室などでの勤務経歴がある。また、鹿児島局から福岡局へ転勤した頃に自律神経失調症を患い、当時を振り返って『病は気からだった』と述懐している。
1985年春をもってNHKを退職。この頃「アナウンス室は報道局の指示に全て従う」と通達が発せられ、報道局の言いなりとなることを危惧したからだったと後述している。この年のNHKは、秋に生方恵一が退職し、当時のエース格だったアナウンサー2人を失う事態となった。退職直後にTBSと専属契約を（1991年まで）結び、同年4月から同局の『朝のホットライン』の総合司会を担当。
1993年4月以降は日本テレビ・読売テレビ制作の『ザ・ワイド』など主に主婦向けのテレビ番組で人気を博し、フリーとなってからは各地で講演も行っている。
フリー転身後はほぼ総合司会・キャスターの仕事に専念していたが、テレビ朝日系列にて放送された冠番組『草野☆キッド』などのバラエティ番組に出演してこれまで見せてこなかった「肉体派」「ボケキャラ」の一面を披露して視聴者を驚かせたり、コミカルなCMに出演するなど還暦を越えてからも様々なことに積極的に挑戦している。
歌唱力も優れておりCDデビューの経験があるほか、フジテレビ『お笑い芸人歌がうまい王座決定戦スペシャル』の常連出演者であり、優勝経験がある。
多くの場合は「草野さん」と呼ばれるが、徳光和夫など親しい間柄では「仁（ひとし）」の読み方を変えた「仁（じん）さん」とも呼ばれる。

### スポーツアナウンサーとして
かつての草野はスポーツアナウンサーとして知られ、1976年のモントリオールオリンピック実況中継担当、1984年のロサンゼルスオリンピック中継、『ニュースセンター9時』のスポーツコーナーキャスター、『テレビスポーツ教室』の司会などを歴任した。
モントリオールオリンピックでは、競泳男子100m自由形決勝でジム・モンゴメリー（アメリカ合衆国）が50秒の壁を破る49秒99の世界新記録を出して優勝したレースでの実況（NHKラジオ第1放送）などを担当した。
1980年のレークプラシッド冬季五輪では男子スピードスケートでエリック・ハイデン（アメリカ合衆国）が500m、1,000m、1,500m、5,000m、10,000mと全ての距離のレースを制覇し史上初の五冠王に輝いたすべてのレースの実況を担当したのも草野である。
2008年の北京オリンピックではテレビ東京のオリンピック放送メインキャスターを務めた。草野にとってはNHK時代の1984年のロサンゼルスオリンピック、そして1992年のバルセロナオリンピック（ニッポン放送をキーステーションに全国ラジオ局共同放送）以来のオリンピック中継担当であった。

### 競走馬馬主として

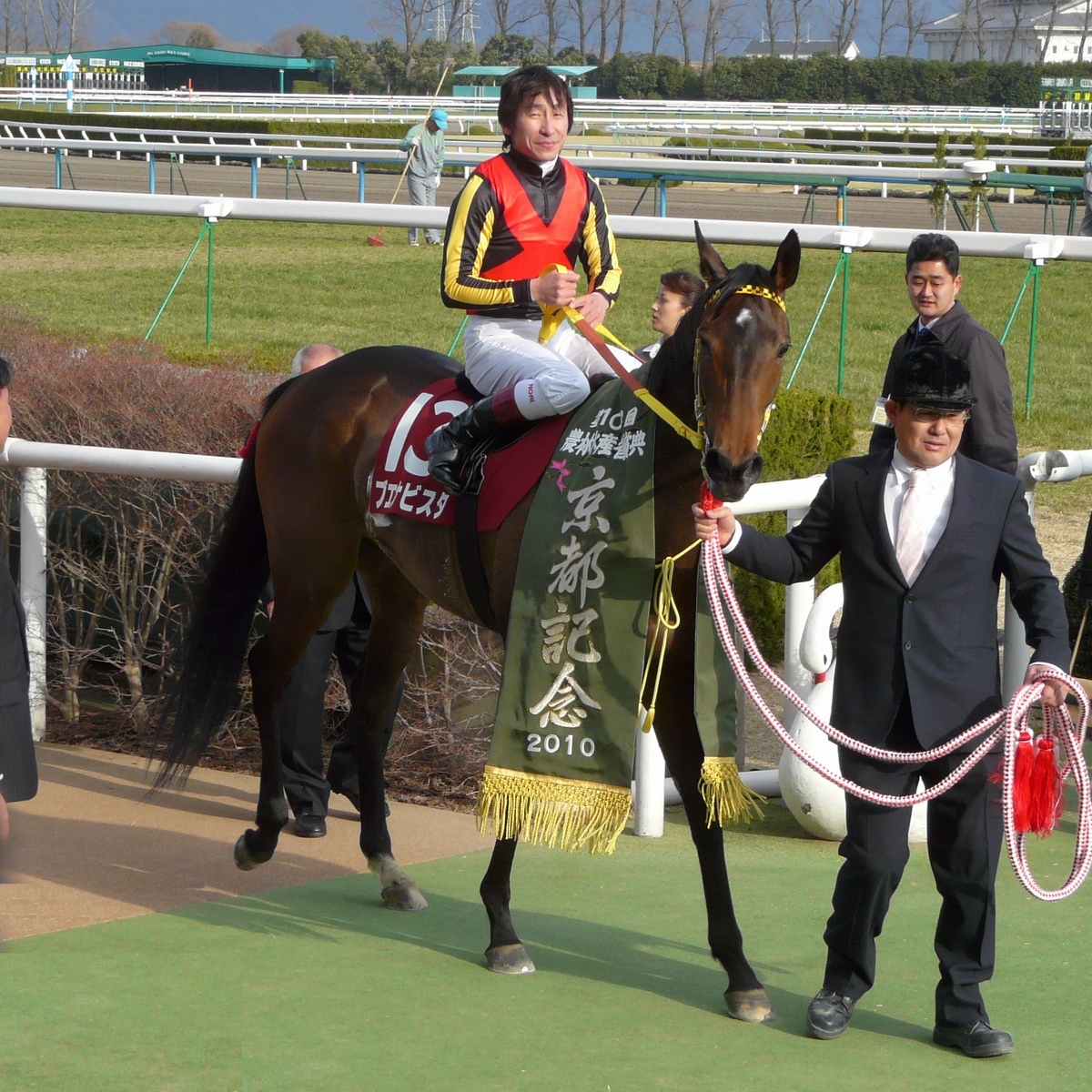
草野が一口馬主として出資したブエナビスタ

NHK入局当時からの競馬ファンでもあった草野は競馬中継も担当しており、グリーングラスがテンポイントとトウショウボーイを降して勝ち、TTGの時代が本格的に始まった1976年の第37回菊花賞や、最後のNHK競馬中継での実況となった、シンボリルドルフが三冠を達成した1984年の第45回菊花賞などの実況も担当していた（八大競走初実況は1975年の第36回菊花賞）。日本ダービーも1982年（第49回東京優駿。勝馬・バンブーアトラス、鞍上・岩元市三）に実況した。
フリーになってから馬主登録を行い、2001年の菊花賞に出走したメイクマイデイを所有（8番人気で6着）している。
一口馬主としてカッティングエッジ（第24回クイーンカップ優勝）を始めダンスインザダーク、ダンスインザムード、ブエナビスタというGIレース優勝馬に出資しており、2017年の東京優駿優勝馬レイデオロにも出資していることを明かしている。岡部幸雄を始めとして競馬関係者との交友もあり、自ら執筆した競馬に関するエッセイも書籍化されている。
草野の実況は杉本清を手本とした部分もあったと『優駿』2010年5月号での杉本の対談でも語っていた。

## エピソード・パーソナルデータ
- 少年時代から運動能力が抜群だった[5][6]。
  - 中学時代は長崎県大会の陸上100mで優勝。高校時には100mを11秒2（当時のインターハイ決勝進出レベル）で走った[7]。ソフトボール投げは86mを記録し、頼まれて出場した高校野球の新人戦では4番を打った。しかし、「勉強もしない根性無しがスポーツをやってもダメだ」と父親に叱られ、当時入部していた陸上部を強制的に退部させられた。
  - 大学4年生の頃に当時日本相撲連盟理事長を務めていた元十両・雲仙山に勧誘されて相撲で国体・長崎県予選に参加したことがあり、当時77.5kgの体で130kgの前年度優勝者を投げ優勝を果たした。しかし、大学の卒業論文を仕上げなければならないことを理由に、国体出場を辞退した[8]。
  - NHK新人時代には上司とアマチュアレスリングの取材に行き「お前もやってみろ」と言われ関西大学の現役学生選手と対戦したところ、未経験ながら勝利を収めたという逸話もある。
  - 剣道二段の有段者。
- 日頃からウエイトトレーニングを欠かさず、ベンチプレスでは100キロ超を挙上する。リンゴを片手で握りつぶしたり、分厚い電話帳を真っ二つに引きちぎったり、親指と人差し指でクルミを潰すこともできる。これらにより、テレビCMでも草野の肉体にスポットを当てた企画が登場した。多忙の身でありなかなかジムでトレーニングをする時間が取れないため、現在では自宅でトレーニングをしているとのこと。「自分で自分の体をコントロール出来るように」と5kgのダンベルをほぼ毎日300回している。昔は15kgのダンベルを使用していた[5]。
- ミニチュアダックスフントを二代続けて飼っており、現在は「モカ」と「クッキー」の2匹を飼っている。
- 大のプロレスファン。特にアメリカのWWEを愛好していることで知られる。きっかけは「2000年に息子がテレビ観戦していた映像を横目で見たこと」といい、以後テレビ放送は毎週欠かさず視聴しているほか、WWEの日本公演もスケジュールが許す限り観戦している[9]。2008年1月には2月の有明コロシアム大会・日本武道館大会のプロモーションのため来日したリック・フレアーからWWE・世界ヘビー級王座のチャンピオンベルトを贈られた[10]。
  - WWEのスーパースター、ショーン・マイケルズのニックネーム「HBK（HeartBreak Kid）」をもじって、ファンからはHBK（Hitoshi Bosshoot Kusano）とも呼ばれている[11]。草野自身も過去にWWE日本公演のパンフレット[12] におけるインタビューでHBKのニックネームについて触れているほか、所属事務所の公式twitterのアカウント名も「HBKOffice」である[13]。
- 2007年9月、14年間総合司会を務めた日本テレビ・読売テレビ共同制作の『ザ・ワイド』が、読売テレビの制作撤退や、視聴率低下などから終了に至った。終了後は多くの番組にゲスト出演している。
- 長崎育ちということもあり、カステラが大好物である。一方でアルコールに弱く、普段はお酒を飲まない。
- 現在は個人事務所の「株式会社草野仁事務所」所属だが、同事務所には他に都築紗矢香、羽田未蘭野、内田翔、山本菜月が所属している（2022年1月現在）[14]。過去には尾崎勇気（元関脇・隆乃若）、中島亜梨沙、立花優美も所属していた。

パーソナルデータ
- 身長170cm、胸囲116cm[5]。血液型A型。

## 家族
- 父・萬三郎（1906年 - 2008年8月14日）
  - 長崎県出身。旧制長崎県立島原中学校、旧制福岡高等学校 卒業。1929年に東北帝国大学理学部数学科を卒業。旧制高校時代には砲丸投で全国優勝した[15]。島原中、三池中、奉天二中各教諭を経て、1939年12月に新京工業大学教授に就任[16][17]。のち長崎大学名誉教授に就任。
- 母は音楽教師。
- 10歳以上年の離れた兄2人と8歳年上の姉がいる。
- 兄・尚（1932年 - ）
  - 長崎県生まれ。1955年、東京大学理学部数学科卒業。数学者。専門は解析学。広島大学名誉教授。理学博士。

## 出演

### NHKの局アナ時代
テレビ
報道番組
| 期間      | 期間      | 番組名              | 役職                                                                 |
| --------- | --------- | ------------------- | -------------------------------------------------------------------- |
| 1981年4月 | 1983年3月 | ニュースセンター9時 | スポーツ担当                                                         |
| 1983年4月 | 1984年3月 | NHKニュースワイド   | 土曜日メインキャスター ※番組降板まで1ヵ月は、全曜日（週6日）にて担当 |

報道番組以外
- テレビスポーツ教室（～1980年代前半）
- ロサンゼルスオリンピック中継（1984 総合司会）
- 人生読本　ほか

### NHK退職後
報道・情報番組
| 期間          | 期間          | 番組名                                                             | 役職                 | 備考                                                                |
| ------------- | ------------- | ------------------------------------------------------------------ | -------------------- | ------------------------------------------------------------------- |
| 1985年4月     | 1990年3月     | 朝のホットライン（TBS）                                            | 総合司会             |                                                                     |
| 1990年4月     | 1990年9月     | THE WAVE（TBS）                                                    | 総合司会             |                                                                     |
| 1993年4月     | 1997年3月     | 朝だ!生です旅サラダ（朝日放送）                                    | 総合司会             |                                                                     |
| 1993年4月5日  | 2007年9月28日 | ザ・ワイド（日本テレビ・読売テレビ共同製作）                       | 司会                 |                                                                     |
| 2006年4月     | 現在          | 主治医が見つかる診療所（テレビ東京系列）                           | 司会                 | 途中3年半ならびに2025年現時点では、レギュラーを終了し不定期にて放送 |
| 2009年10月9日 | 2010年3月26日 | おもいッきりDON!（日本テレビ）                                     | 金曜日パネリスト出演 | それ以前にも（2009年4月から同年9月まで）ピンチヒッターとして出演    |
| 2010年4月2日  | 2011年3月25日 | DON!（日本テレビ）                                                 | 金曜日パネリスト出演 |                                                                     |
| 2014年4月     | 2015年3月     | 別冊主治医が見つかる診療所・健康スイッチ（テレビ東京・BSジャパン） | 司会                 | いずれも同番組の姉妹番組として一部地域を除いて放送                  |
| 2015年4月     | 2016年3月     | 解決スイッチ（テレビ東京）                                         | 司会                 | いずれも同番組の姉妹番組として一部地域を除いて放送                  |
| 2016年1月     | 2016年9月     | 極上!旅のススメ（テレビ朝日系列）                                  | レギュラー司会       |                                                                     |

バラエティ・クイズ関連・特別番組・その他
- ザ・ベストテン（TBS）- 1985年と1989年に代理で司会を担当。
- 世界・ふしぎ発見!（TBSテレビ）
  - 初代総合司会（開始 - 2023年3月)
  - クイズマスター（2023年4月 - 2024年3月）- 2024年4月以降は不定期放送
- ギミア・ぶれいく（1989年10月 - 1992年9月、TBS）- 司会、初期は大会委員長も兼任
- 金曜テレビの星! クイズ!当たって25%（1991年6月28日、TBS） - 同日放送分のみに出演。
- クイズ!おみごと日本（1992年4月 - 1992年9月、中部日本放送）
- 草野仁のホビーに首ったけ（1992年4月 - 1993年3月、TBS）
- THE・プレゼンター（TBS）-『史上最強のクイズ王決定戦』司会
- 草野仁のTVアゲイン（1994年4月 - 9月、テレビ東京）
- 追跡!テレビの主役（1994年10月 - 1998年9月、テレビ東京）
- あの人は今!?（1995年3月 - 、日本テレビ）
- スター感動バラエティ 幸せの☆一番星（1996年10月 - 12月、日本テレビ）
- ゴールデン・アロー賞（1990年代後半 - 2001年、テレビ朝日） - 授賞式司会
- 別れてもチュキな人（2002年10月 - 2004年7月、日本テレビ）
- 草野☆キッド（2005年4月5日 - 2009年9月29日、テレビ朝日）
- ハリコミらいおん!!（2007年9月 - 2007年12月、日本テレビ）
- 日本有線大賞（2007年 - 2011年、TBS） - 司会
- 草野仁のeワード（青森テレビ、2010年10月24日 - ）
- 草野仁のGate J.+（グリーンチャンネル、2011年3月3日 - ）- MC
- 爆笑!大日本アカン警察（2011年5月22日、フジテレビ）
- NHK歌謡コンサート（2011年7月26日、NHK総合テレビ）
- ザ・追跡スクープ劇場（2011年8月5日、日本テレビ）
- 金曜ぷらす 知って得するテレビ（2013年10月 - 2014年3月、BS朝日） - ナビゲーター
- 世界衝撃映像100連発 カメラが見た劇的瞬間（TBS系列、2014年4月30日 - 、水トク!枠で不定期放送）- 司会
- 太陽生命 Presents 草野仁の名医が寄りそう!カラダ若返りTV（BS朝日、2022年7月9日 - 2024年12月28日）- 健康プランナー

### CM
- 日本コカ・コーラ「コカ・コーラ誕生100年」（1986年）
- 日本即席食品工業協会「インスタントラーメン」（1987年）
- カゴメ 「野菜で体内環境正常化」（山崎弘也（アンタッチャブル）、黄川田将也と共演）
- 日産自動車「キューブ」（1998年 - 1999年）
- 藤沢薬品（→ゼファーマ、現・第一三共ヘルスケア）「プレコール」
- ダイハツ工業「ムーヴ」（2007年4月） - 「MOVEで筋トレ篇」で仲間由紀恵と共演。車内の空間の広さをアピールするために片手での腕立て伏せ等をした。
- カプコン「宝島Z バルバロスの秘宝」（Wii）
- メンズプラザAOKI（上戸彩と共演）
- 長崎県「手延べそうめん・島原」（2003年）
- ジェイティービー「ルックJTB」
- 日立グループ（声のみ、出演：佐藤浩市。同社提供番組『世界・ふしぎ発見!』内限定）
- 東京電力「原子力発電推進」（2010年 - 2011年）
- 協和発酵バイオ「リメイク オルニチン」（2011年）[19]
- 総務省「経済センサス活動調査」（2016年）[20][21]
- 太陽生命保険「認知症保険ナビゲーター」（2021年 - ）

### 映画
- ガメラ3 邪神覚醒（1999年3月6日、東宝） - 『ザ・ワイド』司会者 役
- まぼろしの邪馬台国（2008年11月1日、東映） - 司会者 役
- ミステイクン（2011年10月1日、ジョリー・ロジャー）

### テレビドラマ
- 金田一少年の事件簿 雪夜叉伝説殺人事件（1995年12月30日、日本テレビ） - 本人役（特別出演）
- テレビ、翔んだ!（1999年3月16日、日本テレビ） - ワイドショーの司会者 役
- 火曜サスペンス劇場 小京都ミステリー（28） 長崎ビードロ殺人事件（2000年8月15日、日本テレビ） - 草薙管理官 役
- ルームロンダリング 第1話（2018年11月5日、MBS / 11月7日、TBS系列） - マンション「トアル」のオーナー 役
- 筋トレサラリーマン 中山筋太郎（2023年9月29日、読売テレビ・日本テレビ）[22] - 鈴木誠之助 役

### 音楽
- m-flo 「Award SuperNova -Loves Best-」…1曲目の「The Beginning」及び19曲目の「The Rest is History…」のナレーションを担当。

### ゲーム
- 世界ふしぎ発見！DS 伝説のヒトシ君人形を探せ！（2009年、ニンテンドーDS）[23]

## 主な実況歴
- FIFAワールドカップ (1982年)
- 皐月賞（1982年）
- 天皇賞・春（1977年）
- NHK杯（1980年、1982年）
- 東京優駿（1982年）
- 菊花賞（1975年、1976年、1980年、1984年）
- 天皇賞・秋（1977年、1982年）
- ジャパンカップ（1981年）
- 有馬記念（1981年、1982年）

## 著書
- 「人生ふしぎ発見!」（メディアファクトリー）1992.4. ISBN 4889912460
- 「たかが競馬されど競馬」（大和出版）1993.5. ISBN 4804760245
- 「娘へ」（小学館）1997.7. ISBN 4093963010
- 「生きてるからこそ―私を変えたかけがえのない出会い49話」（小学館）1999 ISBN 4093963029
- 「名言再発見―ハッとする100の言葉」（東京書籍）2002 ISBN 4487798752
- 「何度でも使える乾杯・中締めのあいさつ」（大泉書店）2003 ISBN 4278035322
- 「きみに話したかったこと」（ぶんか社文庫） 2008 ISBN 978-4821151691
- 「信頼は、つくれる ～なぜ草野仁は、長寿番組の司会者であり続けられるのか?」（ワニブックス）2010 ISBN 978-4847065125
- 「話す力」（小学館新書）2013 ISBN 9784098251773
- 「老い駆けろ！人生」（角川新書） 2015 ISBN 978-4047316577

## 翻訳
- 「父親 子どもの未来に悔いを残すな!」 ステファン・T.クレマー,三笠書房, 1998,ISBN 4837955533